# Projekt 1234 Ovod
Projekt 1234 Ovod (ryska: Овод ”styngfluga”) eller Nanuchka-klass är en serie robotbeväpnade korvetter tillverkade i Sovjetunionen mellan 1967 och 1992. Fartygen användes i alla fyra flottorna och 2008 var fjorton fortfarande i aktiv tjänst varav en, Nakat, var kraftigare beväpnad med tolv stycken robotar av typen P-800 Oniks (SS-N-26 Strobile).

## Historia
1958 påbörjades ett försök att designa ett örlogsfartyg beväpnat med sjömålsrobotar som var mer sjövärdigt och uthålligt än Projekt 183R (som var ombyggda motortorpedbåtar), men mindre och billigare än jagare eller fregatter. Det första utkastet som gick under namnet Projekt 901 byggde på ett skrov som var 60 meter långt och deplacerade 500 ton. Beväpningen bestod av två stycken P-35 Progress tunga sjömålsrobotar och två 57 mm kanoner. Det fartyget visade sig vara för litet när man även ville ha ombord luftvärnsrobotar. Därför skalade man upp skrovet till 78 meter och 1000 ton, ökade antalet robotar till fyra och bytte ut kanonerna mot grövre 76 mm kanoner. Den designen fick namnet Projekt 902.
Inget av förslagen fann dock flottans gillande och till slut sade Sergej Gorsjkov ifrån och begärde ett snabbt genomförande av ett nytt projekt baserat på samma skrov som Projekt 901, men beväpnat med den nya sjömålsroboten P-120 Malachit, endast en kanon samt luftvärnsrobotsystemet Osa-M. De första 40 fartygen beställdes 10 augusti 1963, redan innan designen var klar. Den nya designen som kom att kallas Projekt 1234 drog ut på tiden. Med sex sjömålsrobotar, luftvärnsrobotar och den kraftfulla Titanit-radarn blev skeppen tyngre än beräknat. Detta gjorde i sin tur att de påtänkta motorerna inte kunde få upp fartygen i beräknad hastighet. Att byta ut dieselmotorerna mot gasturbiner gick inte på grund av utrymmesbrist. I stället valde man att ge fartygen tre maskiner och propelleraxlar i stället för två. Till slut blev man klar och 13 januari 1967 började den första korvetten MRK-3 att byggas.
Direkt efter sjösättningen i Leningrad skickades MRK-3 till Svarta havet för att agera testplatform vid provskjutningar av Malachit-robotarna. Fartygen fick namn efter olika väderfenomen, en tradition som gick tillbaka till patrullbåtar från andra världskriget. På grund av detta fick den första korvettdivisionen öknamnet ”Ovädersdivisionen” (Divizionom plochoj pogody). Även de två första fartygen MRK-3 och MRK-7 fick 1970 ”vädernamnen” Burja och Briz. De tre sista fartygen i första serien, Uragan, Priboj och Priliv, togs aldrig i tjänst utan konverterades redan under tillverkningen till exportversion 1234-Z och såldes till Indien 1977.
Erfarenheter från storövningen Krim-76 påvisade vissa brister i konstruktionen och en förbättrad version kallad Projekt 1234.1 började produceras 1978. Bland annat så byttes den dubbla 57 mm kanonen ut mot en grövre 76 mm kanon.

## Konstruktion
Överbyggnaden är byggd i aluminium-magnesium legering och skrovet är byggt i stål och indelat i tio vattentäta avdelningar. Masten är en fyrbent fackverkskonstruktion av aluminiumrör. Maskineriet består av tre 16-cylindriga М-507А dieselmotorer på 10 000 hästkrafter vardera. Fartygen har också två GD-300 hjälpmaskiner på 400 hk vardera och en DGR-75 dieselgenerator på 100 kW.

## Beväpning
Fartygens huvudbeväpning består av sex stycken P-120 Malachit placerade tre och tre på var sin sida om överbyggnaden. Avfyringstuberna är vinklade 9° uppåt och parallella med fartygets långskeppslinje. Undantaget är exportversionen Projekt 1234-Z som i stället har fyra P-15 Termit och det nyaste fartygen Nakat som har tolv stycken P-800 Oniks.
Luftvärnssystemet Osa-M är placerat på fördäck framför bryggan. Hela systemet är nedsänkt i en skyddsbrunn när den inte används. Den tvåarmade robotlavetten kan laddas om på 30 sekunder från robotmagasinet om 20 robotar. Robotsystemet kan bara anfalla ett mål i taget vilket gör att det idag betraktas som omodernt.
Huvudartilleriet består ursprungligen av en 57 mm pjäs med dubbla eldrör kallad AK-725. Pjäsen är i stort sett samma som sitter i ZSU-57-2, men den är vattenkyld vilket ökar eldhastigheten till 200 skott/min. Ammunitionsförrådet rymmer 1100 granater. 57 mm granater är i klenaste laget för att användas mot sjömål vilket gjorde att andra produktionsserien fick en ny, grövre pjäs på 76 mm kallad AK-176. Den är till skillnad från AK-725 inte helautomatisk utan kräver en besättning på två man (fyra man vid manuell laddning). Ammunitionsförrådet rymmer 152 granater (316 på Nakat).
I och med att AK-725:an försvann behövdes inte heller dess eldledningsradar MR-103 Bars (NATO-beteckning Muff Cob). I dess ställe monterades luftvärnspjäsen AK-630 för att kompensera för AK-176:ans begränsade luftvärnsförmåga. AK-630 består av en kraftfull 30 mm gatlingkanon och en MR-123 Vympel eldledningsradar (NATO-beteckning Bass Tilt) som är placerad längre förut närmare masten.

## Varianter
Projekt 1234 (Nanuchka I)

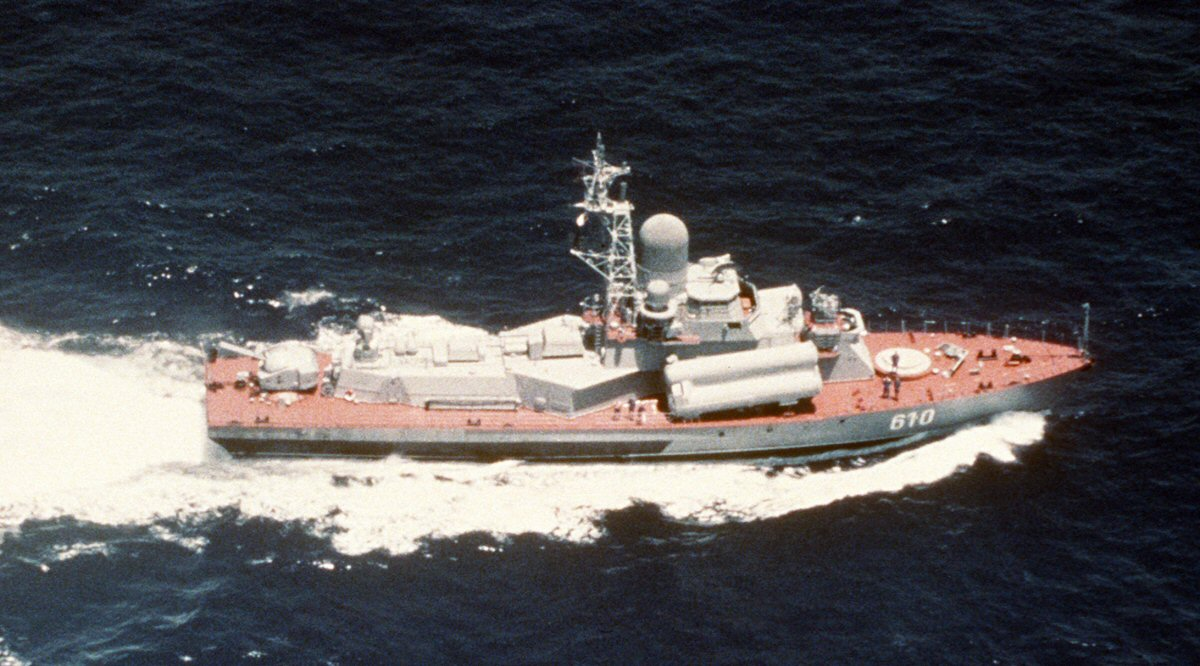
Nanuchka I

Första serien om 17 fartyg.
C-51 Burja, C-52 Briz, C-53 Vichr, C-54 Volna, C-55 Grad, C-56 Groza, C-57 Grom, C-58 Zarnitsa, C-59 Molnija, C-60 Sjkval, C-61 Zarja, C-62 Metel, C-63 Sjtorm, C-64 Raduga, C-1001 Tsiklon, C-1002 Musson, C-1003 Tajfun
Projekt 1234-Z (Nanuchka II)

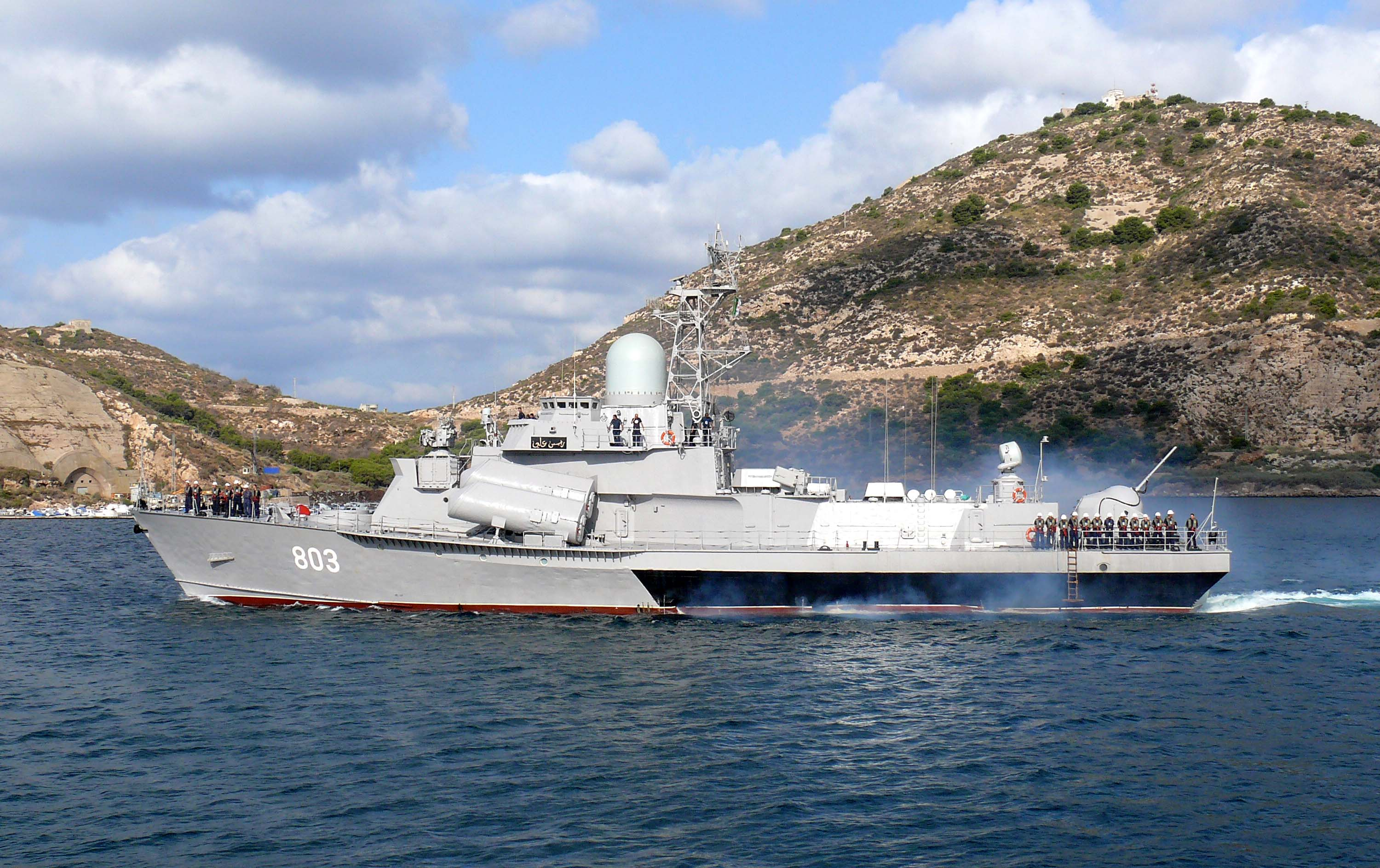
Nanuchka II

Exportversion beväpnad med fyra P-15 Termit. Tio byggda vara tre var före detta Nanuchka I
Indien: Vijay Durg (f.d. Uragan), Sindhu Durg (f.d. Priboj), Hos Durg (f.d. Priliv)
Algeriet: Ras Hamidou, Salah Reis, Reis Ali
Libyen: Tariq Ibn Ziyad, Ean Al Gazala, Ean Zara, Ean Zaquit
Projekt 1234.1 (Nanuchka III)

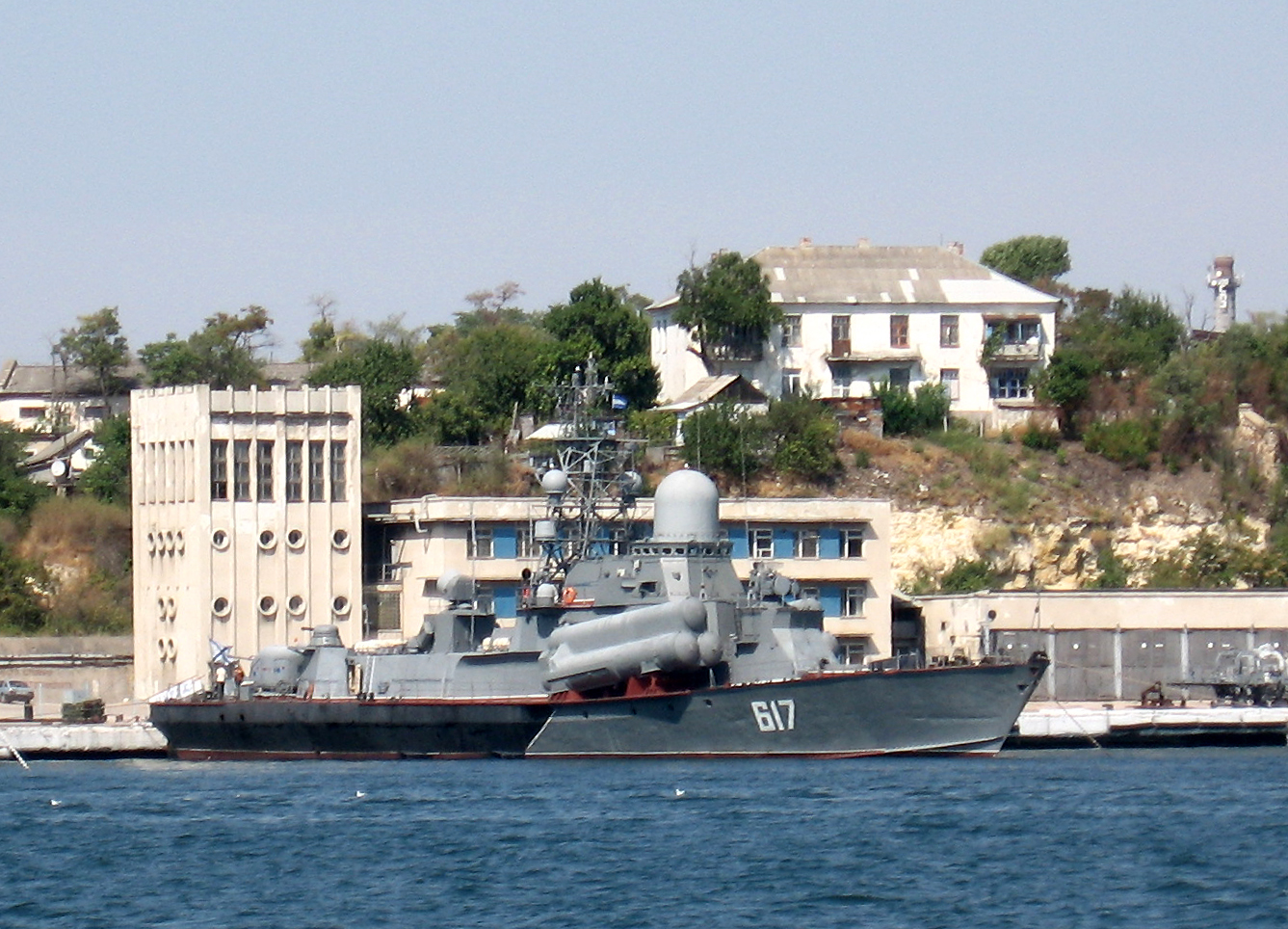
Nanuchka III

Förbättrad version med grövre huvudartilleri och närluftvärn. Totalt 20 byggda.
C-68 Burun, C-69 Veter, C-70 Sjtil, C-71 Aisberg, C-72 Tutja, C-73 Uragan, C-74 Priboj, C-75 Priliv, C-77 Mirazj, C-78 Meteor, C-79 Rassvet, C-80 Zyb, C-81 Gejzer, C-82 Passat, C-83 Liven, C-84 Perekat, C-1004 Smerch, C-1005 Inej, C-1006 Moroz, C-1007 Razliv
Projekt 1234.7 (Nanuchka IV)
Testplatform för sjömålsroboten P-800 Oniks.
C-76 Nakat